# OTP Bank
OTP Bank è la più grande banca commerciale in Ungheria.

## Storia
OTP Bank venne fondata dopo la seconda guerra mondiale, nel 1949, con il nome di Országos Takarék Pénztár. Lo scopo della sua fondazione era quello di garantire la gestione del risparmio per la popolazione ungherese e di fornire vari servizi finanziari.

### La fondazione e i primi anni
OTP Bank iniziò davvero a crescere negli anni '50 e '60. A quel tempo, OTP era l’unico istituto finanziario in Ungheria a offrire una gamma completa di servizi bancari al dettaglio, inclusi depositi al dettaglio, prestiti e altri prodotti finanziari. La banca divenne rapidamente un attore centrale nella vita finanziaria della popolazione ungherese.

### Cambio di regime e privatizzazioni

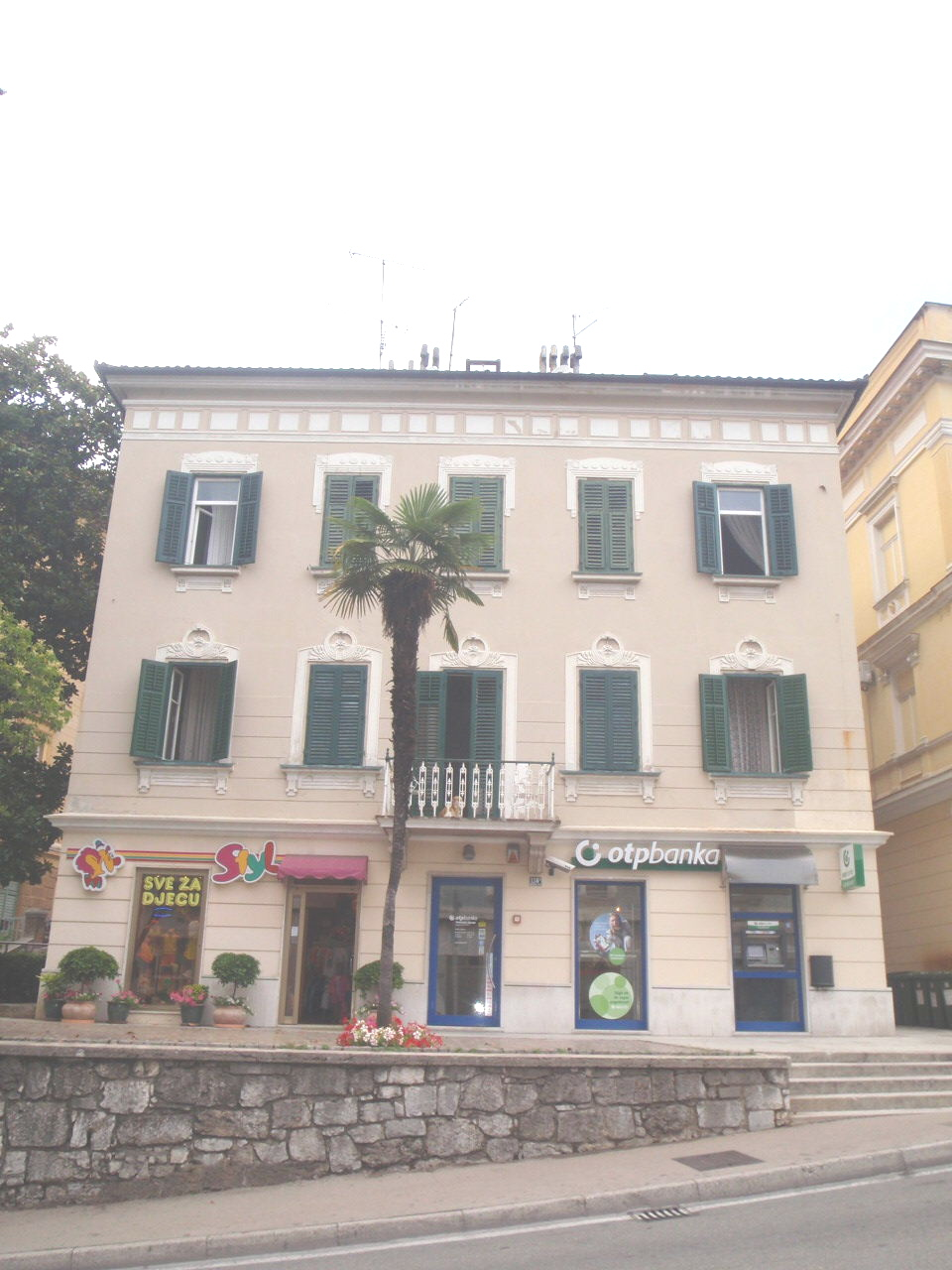
Filiale della banca a Abbazia

Dopo il cambio di regime, negli anni '90, OTP Bank ha subito una trasformazione significativa. Con il passaggio all’economia di mercato, la banca fu privatizzata e le sue azioni furono quotate alla Borsa di Budapest nel 1995. La banca è presente anche sulle borse di Lussemburgo e Londra. Questo periodo fu anche l’inizio dell’espansione internazionale e della modernizzazione per OTP Bank.

### Espansione nell'Europa centrale e orientale
OTP Bank è diventata un importante gruppo finanziario regionale negli anni 2000, presente in molti paesi dell'Europa centrale e orientale. Il Gruppo OTP ha fondato o acquisito filiali in Bulgaria, Serbia, Croazia, Slovenia, Albania, Montenegro, Moldavia, Russia e Ucraina. Grazie a ciò, OTP Bank è oggi uno dei maggiori gruppi bancari dell'Europa centrale e orientale.